# 東粉浜停留場
東粉浜停留場（ひがしこはまていりゅうじょう）は大阪府大阪市住吉区東粉浜3丁目にある阪堺電気軌道阪堺線の停留場。駅番号はHN61。

## 歴史
- 1911年（明治44年）12月1日：（旧）阪堺電気軌道により開業。
- 1915年（大正4年）6月21日：南海鉄道との合併により、同鉄道の駅となる。
- 1944年（昭和19年）6月1日：会社合併により近畿日本鉄道の駅となる。
- 1947年（昭和22年）6月1日：路線譲渡により南海電気鉄道の駅となる。
- 1980年（昭和55年）12月1日：路線譲渡により阪堺電気軌道の駅となる[1]。

## 停留場構造
併用軌道上にあり、単式の安全地帯が互い違いに配置された、2面2線の構成。

### のりば
| 1 | ■阪堺線 | 我孫子道方面 | 我孫子道 行 |
| 2 | ■阪堺線 | 恵美須町方面 | 恵美須町 行 |

## 停留場周辺
南海電気鉄道（南海）南海本線粉浜駅とは数十メートルほどの距離にあり、相互乗り換えが可能。
- 住吉東粉浜郵便局
- 越宗整形外科病院
- 大阪市立東粉浜小学校
- 日本基督教団大阪住吉教会

### バス
大阪市営バス（赤バス）の東粉浜二丁目停留所があり住吉ループが停車していたが、2013年3月31日をもって廃止となった。

## 隣の停留場
阪堺電気軌道
■阪堺線
塚西停留場 (HN60) - 東粉浜停留場 (HN61) - 住吉停留場 (HN10)
- （）内は駅番号を示す。